# Acer tartaricum
Acer tartaricum é uma espécie de árvore do gênero Acer, pertencente à família Aceraceae.